# 熊女
熊女是朝鮮創世神話中一個由熊化為女人的角色。
據說朝鮮天王桓雄降臨的太白山上，有一棵神聖的檀香樹，附近有一個山洞，洞中住著一虎一熊。這兩隻動物向天王桓雄祈禱，希望能成為人類。桓雄聽到牠們的祈求，便給牠們20瓣蒜頭和一把艾草，並命牠們在百日之內只能靠吃這些東西維生，且絕對不能見陽光。老虎在第20天因為飢餓難忍而離開了洞穴，沒能變成人；但是熊繼續堅持下去，並在第21日時變成了女人。熊女對天王桓雄感激萬分，並且向祂獻供。後來因為沒有丈夫而心情鬱悶，她於是在檀香樹下向天王桓雄祈求一個孩子。桓雄被熊女的祈禱打動，娶她為妻，不久之後熊女就生了一個兒子，也就是朝鮮日後的開國君主檀君王儉。